# Viljem II. Berški
Viljem II. Berški imenovan tudi Miroljubni (Aspel (pri Reesu), 22. februar 1404 – 's-Heerenberg, 25. november 1465 ) gospod Berški, Bilandtski in Hedelski. Bil je sin Otona Leškega in Sofije Berške (umrla 1412 ), hčerke Friderika III. Berškega, gospoda Berškega in Bilandtskega († 1416) ter Katarine Burenske.
3. oktobra 1416 je nasledil materinega očeta kot gospod Berški  Leta 1424 je postal svetnik vojvode Arnolda Gelderskega (1410-1473). Leta 1428 je od svojega očeta pridobil Hedel, nato je leta 1430 pridobil Millingen in leta 1434 postal (pogojni) lastnik gradu Duurstede ter skrbnik Wijka in Abcoudeja (izgubljenega leta 1444). Leta 1436 je sklenil zavezništvo z vojvodo Gelderskim. Leta 1440 je kupil Loil in leta 1441 nasledil svojega očeta. Nato je leta 1444 zastavil mitnico v Emmeriku in leta 1451 kupil 1/4 Breedenbroeka pri Gendringenu. Leta 1456 je pridobil grad v Didamu in leta 1461 posest od gospoda Wisch pod Borgheesom.
30. marca 1447 je Viljem II. Berški v listini zapisal, da mu je vojvoda Janez I. Kleveški zastavil kerspel (župnijo) Beek za 5500 renskih guldnov. za vojno s kölnskim škofom.

## Družina in potomci
10. novembra 1429 se je Viljem poročil z Luitgardo Bentheimsko (ok. 1420 - 21. maj 1445), gospo iz Steinfurta, hčerko Evervijna I. Bentheimskega, gospoda Evervijna V. Götterswickega 1403-1454, grofa Evervijna I. Bentheimskega 1421-1454. in gospoda Evervijna I. Steinfurtskega (1397 - 4. marec 1454) in Matilde Steinfurtske (umrla 12. marca 1420)Iz tega zakona so se rodili naslednji otroci:
- Matilda Berška (ok. 1440 - po 1508) se je poročila z Nikolajem III. Tecklenburškim ''grofom Tecklenburškim''. Pred letom 1501 sin Oton Tecklenburški.
- Osvald I. Berški
- Ludolf Berški (ok. 1443 – Hedel, 15. avgust 1499) Leta 1465 je po očetu podedoval Hedel. Poročen s Katarino Capellejsko.
- Adam Berški (6. maj 1445 – Hedel, 1503), prošt v Zutphenu in stolni kanonik v Utrechtu. Leta 1499 je podedoval Hedel od brata Ludolfa. Adam je imel dva otroka, Aleido in Herkula, slednji se je poročil in imel tri otroke, vključno z Adamom Berškim, gospodin Mathene-jskim .
- Oda Berška (umrla pred 22. februarjem 1502), nuna v samostanu sv. Marije Magdalene v kraju Wijk bij Duurstede 1461-1486 in priorica samostana sv. Marije Magdalene 1490-1502
- Sofija II. Berška, nuna v samostanu sv. Marije Magdalene 1457-1486 v kraju Wijk bij Duurstede.

Willem je imel še osem nezakonskih otrok, vključno z:
- Ana Berška, nezakonska hči  Viljema II. Leškega. Poročila se je s Henrikom Gerritsznom Greve-jem 22. junija 1468
- Daem Berški
- Bartolomej Berški, je imel prebendo v cerkvi 's-Heerenberg
- Barnabas Berški (umrl 30. decembra 1502), sodnik dežele Bergh (1471-1502 )

Nasledil ga je njegov najstarejši sin Osvald I. Berški.